# Рішення Синоду Православної церкви України (2021)
Тут подані рішення Священного Синоду Православної церкви України за 2021 рік.

## Засідання

### 2 лютого
Ухвалено Тимчасовий порядок оформлення документів Священного Синоду.
- Змінено назву Свято-Богоявленський Харківецький жіночий монастир у с. Харківці Пирятинського району Полтавської області на Чоловічий монастир святого пророка Іллі Харківсько-Полтавської єпархії, затвердено керівником ієромонаха Євсевія.
- Затверджено Заяву Синоду про намагання заблокувати дію та скасувати закон №2662.[1]

### 24 березня
Ухвалено Розпорядення «Про призначення тимчасово керуючого Хмельницькою єпархією» Нестора (Писика)

### 24 травня
Прийнято Заяву Синоду «Щодо систематичного втручання прихильників Російської Православної Церкви в Україні у діяльність релігійних громад Української Православної Церкви (Православної Церкви України)»
Затвердили Розпорядження «Про затвердження ігумена Миколая (в миру – Хмарного Михайла Михайловича) намісником Свято-Вознесенського чоловічого монастиря»
Прийняли:
- Постанову «Про порядок надання благословення на постриження ченців та черниць у велику схиму (великий ангельський образ)»
- Рішення «Про відзначення у 2021 р. 1033-ї річниці Хрещення Руси-України»
- Постанову «Про відкриття жіночого монастиря у Вінницько-Барській єпархії»
- Постанову «Про відкриття чоловічого монастиря у Волинській єпархії»
- Розпорядження «Про включення нових членів комісії до Синодальної комісії з канонізації святих»

- Постанова «Про призначення Преосвященного Павла (в миру – Юристого Василя Володимировича), єпископа Хмельницького і Кам'янець-Подільського, керуючим Хмельницькою єпархією Української Православної Церкви (Православної Церкви України)»
- Постанова «Про призначення Преосвященного Афанасія (в миру – Яворського Бориса Ігоровича), єпископа Одеського і Балтського, керуючим Одеською єпархією Української Православної Церкви (Православної Церкви України)»
- Постанова «Про призначення Преосвященного Лаврентія (в миру – Миговича Михайла Михайловича), єпископа Луганського і Старобільського, керуючим Луганською єпархією Української Православної Церкви (Православної Церкви України)»[3]

### 27 липня
Затвердили:
- Рішення «Про надання благословення Священного Синоду на використання уніфікованого перекладу українською мовою Символу віри»
- Рішення «Про Чин подячного молебну в дні державних свят України»
- Рішення «Про порядок богослужбового поминання в Українській Православній Церкві (Православній Церкві України) імені Предстоятеля та правлячого архієрея»
- Розпорядження «Про затвердження Єпископа Володимир-Волинського і Турійського Матфея (в миру – Шевчука Володимира Івановича) настоятелем Чоловічого монастиря на честь Дванадцяти Апостолів»
- Розпорядження «Про затвердження ієромонаха Даниїла (в миру – Шишканинця Андрія Михайловича) намісником Чоловічого Хрестовоздвиженського (Чеснохрестського) монастиря»
- Розпорядження «Про затвердження ігумені Анни (в миру – Кулінець Наталії Ростиславівни) настоятелькою Свято-Варваринського жіночого монастиря»
- Постанова «Про внесення змін до Статуту релігійної організації «Дніпропетровська духовна семінарія Української Православної Церкви Київського Патріархату» шляхом викладення його в новій редакції»
- Постанову «Про утворення Управління Донецько-Слов’янської єпархії Української Православної Церкви (Православної Церкви України)»
- Постанову «Про приєднання до лику місцевошанованих святих Івано-Франківсько-Галицької єпархії мучеників насельників Великого Манявського Хресто-Воздвиженського скита»[4]

### 22 листопада
Затвердили:
- Рішення «Про прославлення шанованих ікон Божої Матері «Вінницька» («Вінницько-Рожецька»), «Далешівська», «Ласкава Станіславська», Ставропігійська «Одигитрія», а також «Угорницька»»
- Розпорядження «Про затвердження монахині Віри (в миру – Комплектової Олександри Михайлівни) настоятелькою Свято-Матронинського жіночого монастиря Луганської єпархії»
- Розпорядження «Про затвердження ігумена Євсевія (в миру – Біленського Ярослава Андрійовича) керівником (намісником) монастиря»
- Розпорядження «Про затвердження митрополита Львівського Макарія (в миру – Малетича Миколи Івановича) настоятелем Святогірського чоловічого монастиря Положення Ризи Пресвятої Богородиці Львівської єпархії»
- Постанова «Про звільнення на спокій Преосвященного Адріана (Кулика), титулярного єпископа Шепетівського»
- Постанова «Про затвердження типового Статуту вищого духовного навчального закладу Української Православної Церкви (Православної Церкви України)»
- Постанова «Про утворення Паломницького центру Православної Церкви України»
- Постанова «Про відкриття жіночого монастиря у Луганській єпархії»
- Постанову «Про зміну статусу та назви релігійної організації «Спасо-Преображенський жіночий монастир Вінницької єпархії Української Православної Церкви Київського Патріархату»»
- Постанова «Про затвердження «Положення про нагороди в Українській Православній Церкві (Православній Церкві України)»
- Постанова «Про приєднання до лику святих святителя Йосифа (Нелюбовича-Тукальського), Митрополита Київського, Галицького і всієї Руси»
- Постанова «Про приєднання до лику місцевошанованих святих у єпархіях на території історичної Волині та у м. Києві праведної Єлизавети Гулевич»[5]